# Mesembriomys macrurus
Mesembriomys macrurus là một loài động vật có vú trong họ Chuột, bộ Gặm nhấm. Loài này được Peters mô tả năm 1876.